# Stazione di Falconara Marittima
La stazione di Falconara Marittima è la stazione ferroviaria a servizio della città di Falconara Marittima, in provincia di Ancona. È posta alla diramazione delle linee Bologna-Ancona e Roma-Ancona.

## Storia

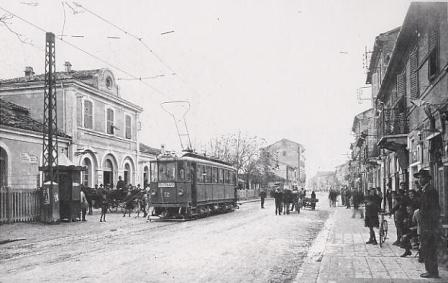
Il vecchio fabbricato viaggiatori con il tram per Ancona

La stazione venne attivata nel 1861, all'apertura della tratta da Rimini ad Ancona della ferrovia Bologna-Ancona.
Nel 1866, al completamento della trasversale Roma-Ancona, divenne stazione di diramazione.
A causa dell'importanza acquisita, il modesto fabbricato viaggiatori originario venne sostituito dal 1928 al 1930 da un nuovo imponente edificio, realizzato in stile classico su progetto dell'ingegner Ezio Tagliaferri.

## Movimento

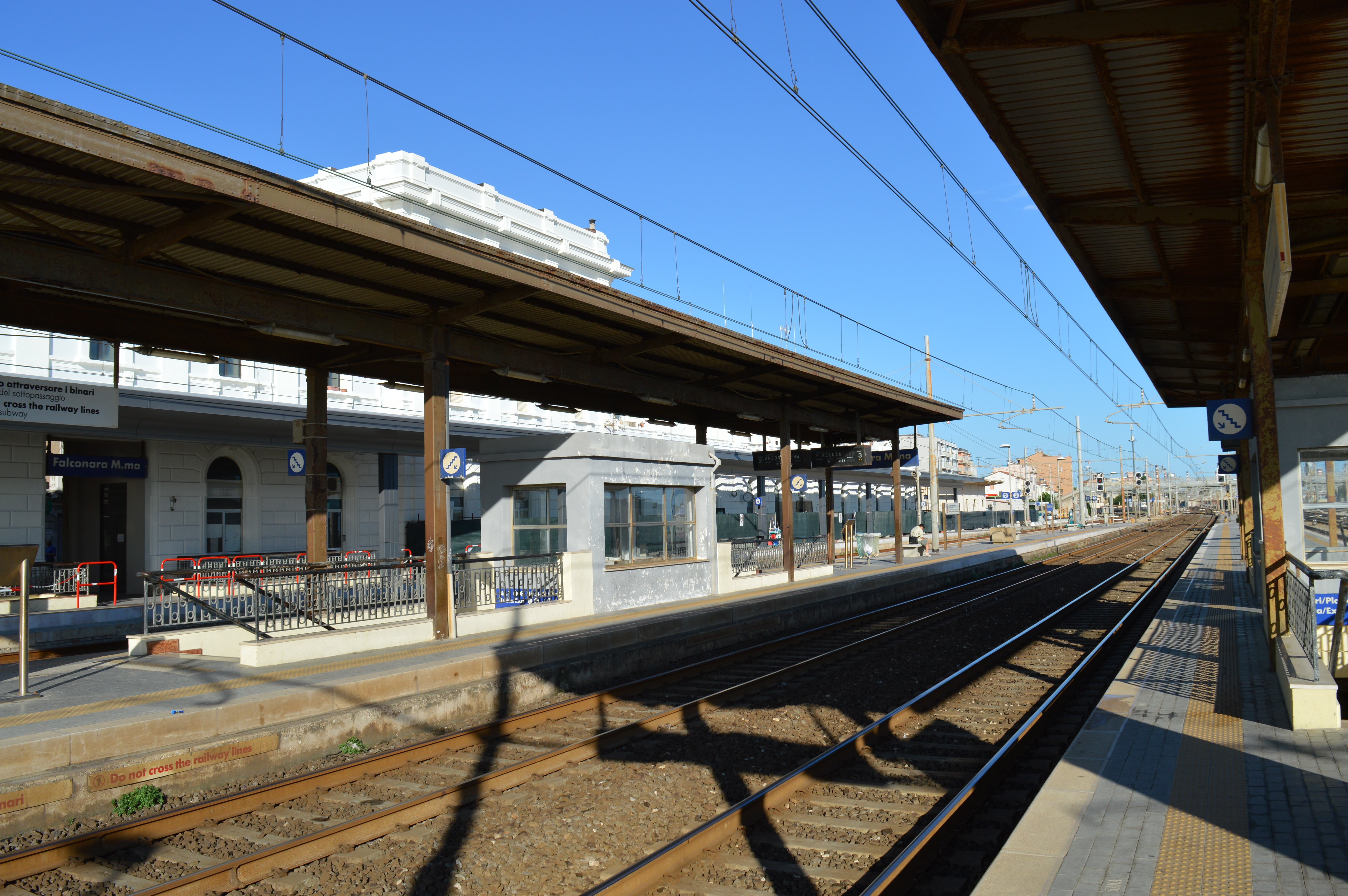
Piazzale binari della stazione

La stazione è servita da collegamenti a lunga percorrenza operati da Trenitalia di categoria Frecciargento e InterCity, nonché dai servizi regionali svolti da Trenitalia nell'ambito del contratto di servizio stipulato con la Regione Marche.

## Servizi
La stazione dispone di:
- Biglietteria automatica

## Interscambi
La stazione è servita dalle autolinee suburbane gestite dalla società Conerobus.
- Fermata autobus

Fra il 1915 e il 1944 di fronte alla stazione era presente il capolinea settentrionale della tranvia Ancona-Falconara Marittima.